# Manuel Ambrósio
Manuel Ambrósio Alves de Oliveira (Januária, 8 de dezembro de 1865 - 1946) foi um professor, folclorista, jornalista, historiador e escritor brasileiro. 
Era membro do Instituto Histórico e Geográfico de Minas Gerais, ali ocupando a cadeira 75. Foi um dos fundadores da Comissão Mineira de Folclore, representando ali o setor histórico.

## Obra
Publicou em 1912 a obra Brasil interior: palestras populares - folclore das margens do São Francisco, reeditado em 1934, que registra as tradições orais dos povos ribeirinhos e o seu modo de falar em que, segundo registrou um estudo da Universidade Federal de Minas Gerais, "os temas recorrentes encontrados na obra do autor estão vinculados à paisagem, às relações sociais locais e ao cotidiano dos habitantes. Dentre os personagens abordados destacam-se os vaqueiros que se transformam em figuras lendárias e os monstros habitantes do rio e da mata, como a serpente do rio São Francisco, o bicho-homem, o caapora, o dourado, entre outros". Esta é sua obra mais conhecida, reeditada em 2015, restando ainda inédito "Brasil do Vale", escrito em 1909.
Publicou, ainda:
- Hercília (romance, 1923)
- Ermida do Planalto (1945, editora Moção)
- Os Laras (1938, editora Moção)

## Homenagens
Em 2021 o campus de Januária do Instituto Federal do Norte de Minas realizou o "I Seminário de Estudos Ambrosianos", dedicado ao seu trabalho.